# 裴宣机
裴宣机（?—?），唐朝初年大臣，河东郡闻喜县（今山西闻喜东北）人，出身河东裴氏，裴矩的儿子。
裴宣机开始担任唐太宗太子李承乾的属官。李承乾被廢黜，裴宣機和張玄素、令狐德棻、趙弘智、蕭鈞都被除名為民，不復用。许敬宗上书说他们因为直言被嫌忌，现在一概被问罪，不符合王道精神。唐太宗将他们重新叙用。唐高宗时，裴宣机官至银青光禄大夫、太子左中护、禮部侍郎。他的兄弟裴奉高之子裴延慶，官至商州刺史、聞喜公。其弟裴善昌，官至河州刺史。